# Laila Ali

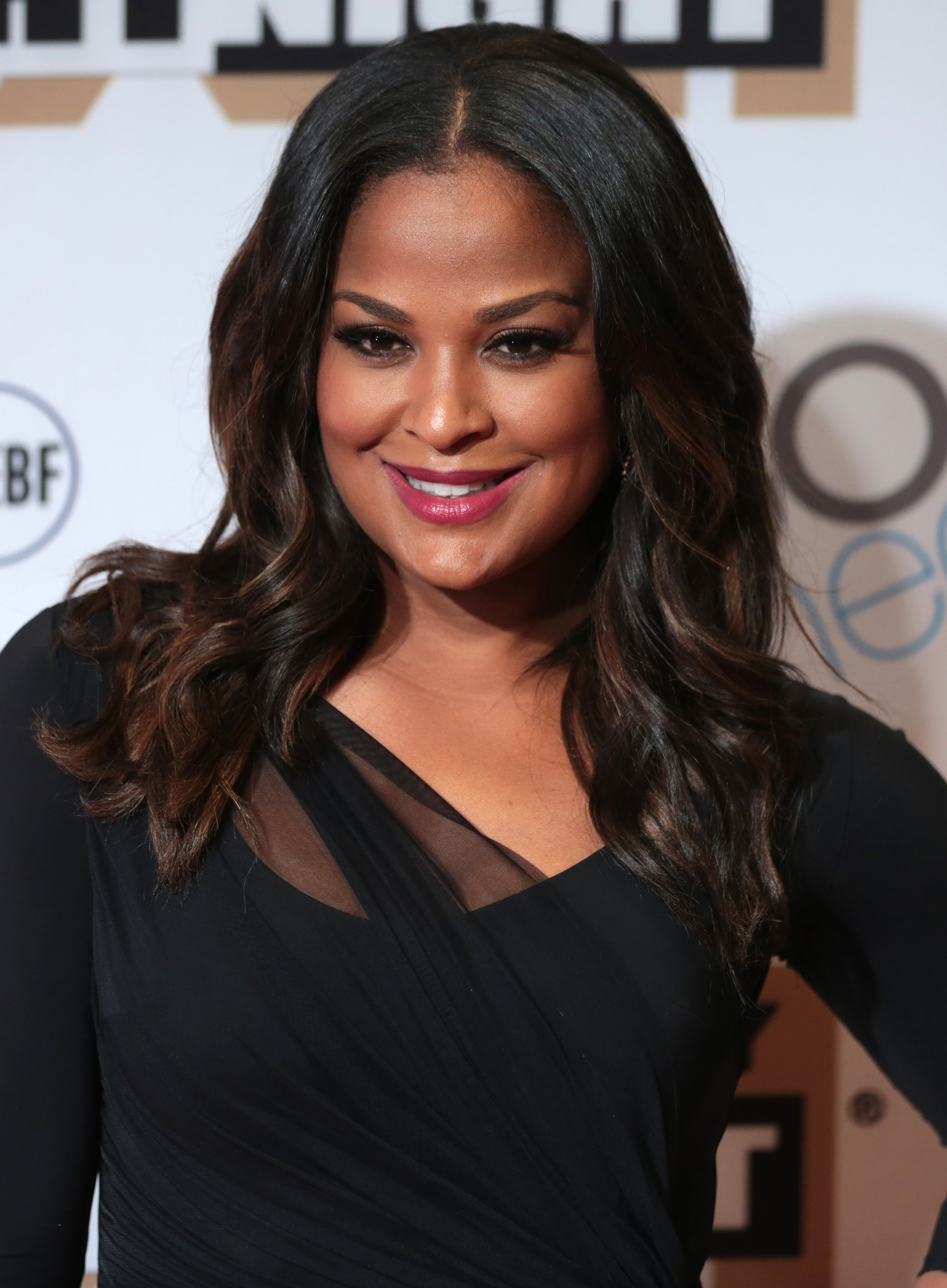
Laila Ali

Laila Ali (Miami Beach, 30 de dezembro de 1977) é uma pugilista estadunidense. Filha do famoso Muhammad Ali e sua terceira esposa Veronica Porsche Ali, tornou-se campeã mundial na categoria supermédio em 2002, permanecendo invicta até sua aposentadoria do ringue e ganhando 24 encontros profissionais, dos quais 21 por nocaute.